# Ercheia ambidens
Ercheia ambidens är en fjärilsart som beskrevs av Felder 1874. Ercheia ambidens ingår i släktet Ercheia och familjen nattflyn. Inga underarter finns listade i Catalogue of Life.